# ریالیتی وینر
ریالیتی لایت وینر (متولد 1991) کهنه سرباز آمریکایی نیروی هوایی ایالات متحده و مترجم سابق آژانس امنیت ملی است. در سال ۲۰۱۸، درحالی که مسئول ترجمه اسناد تصویری فارسی سازمان هوا و فضای ایران در شرکتی نیمه دولتی بود پس از افشای گزارش اطلاعاتی دربارهٔ دخالت روسیه در انتخابات ۲۰۱۶ ایالات متحده آمریکا، او طولانی‌ترین حکم زندانی را که تا به حال به دلیل انتشار غیرمجاز اطلاعات دولتی در رسانه‌ها صادر شده بود صادر کرد. او به پنج سال و سه ماه زندان فدرال محکوم شد.
وینر در ۳ ژوئن ۲۰۱۷ در حالی که توسط پیمانکار نظامی شرکت بین‌المللی پلاریبس کار می‌کرد، به ظن افشای گزارش اطلاعاتی دربارهٔ دخالت روسیه در انتخابات ۲۰۱۶ ایالات متحده از آژانس امنیت ملی (ان اس ای) به وب سایت خبری مجله اینترنتی اینترسپت دستگیر شد. این گزارش نشان می‌دهد که هکرهای روسی با عملیات فیشینگ ایمیل به فهرست‌های ثبت نام رأی‌دهندگان در ایالات متحده دسترسی پیدا کرده‌اند، اگرچه مشخص نیست که آیا تغییراتی ایجاد شده‌است یا خیر.
نگرانی‌هایی مطرح شد که مجله اینترنتی اینترسپت ' استفاده از مطالب، او را به عنوان منبع افشا کرد و به دستگیری او کمک کرد. وینر دو بار وثیقه را رد کرد، در زندان شهرستان لینکلن در لینکلنتون، جورجیا نگهداری شد. در ۲۳ اوت ۲۰۱۸، وینر به دلیل «حذف مطالب طبقه‌بندی شده از یک مرکز دولتی و ارسال آن به یک رسانه خبری» مجرم شناخته شد و به عنوان بخشی از یک معامله اعتراف به پنج سال و سه ماه زندان محکوم شد. او در مرکز پزشکی فدرال، کارزول در فورت ورث، تگزاس زندانی شد و در ۲ ژوئن ۲۰۲۱ به یک مرکز انتقالی آزاد شد

## اوایل زندگی
وینر در تگزاس از خانواده بیلی و رونالد وینر به دنیا آمد. نام غیرمعمول او توسط پدرش انتخاب شد. او در کینگزویل، تگزاس بزرگ شد و به دبیرستان اچ ام کینگ رفت و در آنجا زبان لاتین را در مدرسه یادگرفت، در اوقات خالی خود زبان عربی خواند و در تیم‌های فوتبال و تنیس بازی کرد.
تأثیر پدرش در اوایل زندگی او به‌طور گسترده‌ای جهان بینی وینر را در مورد بسیاری از موضوعات از جمله سیاست، تاریخ، فلسفه و مذهب شکل داده بود. پس از حملات ۱۱ سپتامبر، وینر با پدرش در مورد ژئوپلیتیک و اسلام گفتگوهای شدیدی داشت و تصمیم گرفت زبان عربی را بیاموزد.

## حرفه
وینر از سال ۲۰۱۰ تا ۲۰۱۶ در نیروی هوایی ایالات متحده آمریکا خدمت کرد و در اسکادران اطلاعاتی ۹۴ به درجه خلبان ارشد (درجه E-4) دست یافت. پس از دو سال آموزش زبان و هوش، او به ففورت جورج جی. مید فرستاده شد. او به عنوان زبان‌شناس رمزنگاری کار می‌کرد و به زبان ایران مسلط بود. او که به برنامه هواپیمای بدون سرنشین اختصاص داده شده بود، به گفتگوهای خارجی رهگیری شده گوش می‌داد تا اطلاعاتی را برای نیروهای ایالات متحده فراهم کند. وینر به دلیل «کمک به ۶۵۰ اسیر دشمن، ۶۰۰ دشمن کشته شده در عملیات و شناسایی ۹۰۰ هدف با ارزش» مدال تقدیر نیروی هوایی را دریافت کرد.
یک ماه پس از اخراج افتخاری از نیروی هوایی در نوامبر ۲۰۱۶، وینر به آگوستا، جورجیا نقل مکان کرد، جایی که در یک سالن ورزشی کراس فیت و یک استودیوی یوگا تدریس کرد. وینر برای کار در سازمان‌های غیردولتی درخواست داد تا از مهارت‌های زبان پشتو خود با پناهندگان افغانی استفاده کند. با این حال، جستجوی او برای شغل در خارج از کشور به دلیل فقدان تحصیلات پس از متوسطه ناامید شد. وینر هنوز دارای گواهینامه امنیتی اطلاعات طبقه‌بندی‌شده بود، سپس توسط شرکت بین‌المللی Pluribus، یک شرکت کوچک که خدمات را تحت قرارداد با آژانس امنیت ملی ارائه می‌کند، استخدام شد. در ۱۳ فوریه ۲۰۱۷، پلوریباس او را به کار در فورت گوردون، یک پست ارتش ایالات متحده در نزدیکی آگوستا، جایی که زمانی در نیروی هوایی مستقر بود، منصوب کرد.

## انتشار سند طبقه‌بندی شده
که وظیفه ترجمه اسناد مربوط به برنامه هوافضای ایران به زبان فارسی را بر عهده داشت، در زمان دستگیری در شرکت بین‌المللی پلوریباس استخدام شد. در این موقعیت بود که او به‌طور فعال به دنبال گزارش‌های طبقه‌بندی شده در مورد دخالت روسیه در انتخابات بود، علیرغم اینکه چنین مطالبی خارج از حیطه مجوز امنیتی او بود، و در نهایت به سند محرمانه ای رسید که متعاقباً به‌طور ناشناس به مجله اینترنتی اینترسپت پست کرد. وینر به ۶۰ دقیقه شبکه سی بی اس گفت که مطالب محرمانه را فاش کرد زیرا فکر می‌کرد آمریکایی‌ها عمداً در مورد اقدامات فعال روسیه برای تأثیرگذاری بر نتیجه انتخابات ریاست‌جمهوری ایالات متحده آمریکا (۲۰۱۶) گمراه می‌شوند.

### دستگیری
هنگامی که مأموران اداره تحقیقات فدرال در ۳ ژوئن ۲۰۱۷ به خانه او رسیدند، وینر اصرار نکرد که با یک وکیل مشورت کند و مأموران اداره تحقیقات فدرال در هنگام دستگیری وینر از حقوق میراندا او مطلع نشدند. هنگامی که خانه او مورد بازرسی قرار گرفت و او در ابتدا مورد بازجویی قرار گرفت، وینر اظهار داشت که "سعی نمی‌کرد اسنودن یا چیزی باشد".
وزارت دادگستری ایالات متحده آمریکا در ۵ ژوئن دستگیری وی را اعلام کرد او حتی قبل از اینکه مجله اینترنتی اینترسپت مقاله ای را منتشر کند که بر اساس افشای اطلاعات منتشر شده بود، بازداشت شد. گزارش مجله اینترنتی اینترسپت تلاش‌های ارتش روسیه برای مداخله در انتخابات ریاست‌جمهوری ۲۰۱۶ را از طریق هک کردن یک تامین‌کننده نرم‌افزار رأی‌گیری در ایالات متحده و با ارسال ایمیل‌های فیشینگ به بیش از ۱۰۰ مقام انتخابات محلی، درست چند روز قبل از انتخابات ۸ نوامبر، تشریح کرد. این داستان بر اساس یک سند فوق محرمانه در ۵ مه ۲۰۱۷ بود که آژانس امنیت ملی (ان اس ای) به‌طور ناشناس در اختیار آنها قرار گرفت.
جولیان آسانژ، بنیانگذار ویکی لیکس، از مردم خواست تا از وینر حمایت کنند، با ارائه یک جایزه ۱۰۰۰۰ دلاری برای اطلاعات در مورد گزارشگر مجله اینترنتی اینترسپت که ظاهراً به دولت ایالات متحده کمک کرده بود وینر را به عنوان فاش کننده شناسایی کند. آسانژ در توییتر نوشت: «وینر هیچ جیمز کلپر یا دیوید پترائوس با «مصونیت نخبگان» نیست. او زن جوانی است که به خاطر صحبت با مطبوعات، کنار دیوار قرار داده شده‌است (کنایه از اعدام شدن).»

### نقش مجله اینترنتی اینترسپت
مجله اینترنتی اینترسپت در ۳۰ می کپی از اسناد را برای تأیید صحت آنها به ان اس ای ارسال کرد و ان اس ای به اداره تحقیقات فدرال اطلاع داد. بر اساس گزارش مجله وایس، یک گزارش اداره تحقیقات فدرال گفته‌است که اسناد «به نظر می‌رسد تا شده و/یا چین خورده‌اند، که نشان می‌دهد آنها چاپ شده و با دست از یک فضای امن حمل شده‌اند.» از طریق یک ممیزی داخلی، ان اس ای تشخیص داد که وینر یکی از شش کارگری است که به اسناد خاص در سیستم طبقه‌بندی شده خود دسترسی داشته‌است، اما فقط رایانه وینر با استفاده از یک حساب ایمیل شخصی با مجله اینترنتی اینترسپت در تماس بوده‌است. در ۳ ژوئن، اداره تحقیقات فدرال حکم بازرسی دستگاه‌های الکترونیکی وینر را گرفت و او دستگیر شد.
هم روزنامه‌نگاران و هم کارشناسان امنیتی پیشنهاد کرده‌اند که مدیریت مجله اینترنتی اینترسپت 's گزارش‌ها، که شامل انتشار اسناد بدون ویرایش و شامل نهان‌نگاری چاپگر می‌شود، برای شناسایی وینر به‌عنوان افشاکننده استفاده شده‌است. در اکتبر ۲۰۲۰، گلن گرینوالد، یکی از ' مجله اینترنتی اینترسپت، نوشت که وینر اسناد خود را به اتاق خبر مجله اینترنتی اینترسپت ' نیویورک ارسال کرده‌است، بدون اینکه هیچ درخواستی نداشته باشد که روزنامه‌نگار خاصی روی آنها کار کند. او افشای او را «شکست اتاق خبر عمیقاً شرم آور» نامید که ناشی از «سرعت و بی احتیاطی» است که «علیرغم اینکه نقشی در آن نداشت» علناً به خاطر آن سرزنش شد. او گفت که سردبیر بتسی رید «آن داستان را نظارت، ویرایش و کنترل کرد.» یک بررسی داخلی که توسط مجله اینترنتی اینترسپت در مورد مدیریت سند ارائه شده توسط وینر انجام شد، نشان داد که «عملکردهای آن از استانداردهایی که ما خودمان را رعایت می‌کنیم، کوتاه است».

### پیگرد قانونی
وینر به «حذف مطالب طبقه‌بندی شده از یک مرکز دولتی و ارسال آن به یک رسانه خبری» متهم شد. در ۸ ژوئن ۲۰۱۷، او به اتهام «نگهداری و انتقال عمدی اطلاعات دفاع ملی» بیگناه شد و از قرار وثیقه رد شد. دادستان‌ها ادعا کردند که او ممکن است در افشای اطلاعات محرمانه دیگری دست داشته باشد و در صورت آزادی ممکن است سعی کند از کشور فرار کند. وکلای وزارت دادگستری همچنین استدلال کردند که تیم دفاعی او نباید اجازه داشته باشد در مورد اطلاعات طبقه‌بندی شده صحبت کند، حتی اگر در گزارش‌های خبری منتشر شده توسط رسانه‌ها باشد.
برایان اپس، قاضی قاضی ایالات متحده که ریاست جلسه وثیقه وینر را بر عهده داشت، گفت: «به نظر می‌رسد او شیفته خاورمیانه و تروریسم اسلامی است» و به نقل از نوشته خود گفت: «داشتن یک دولت اسلامی بنیادگرا یک دیدگاه مسیحی است.» مأموران فدرال دفتر خاطرات او را در بازرسی از خانه اش پیدا کرده بودند که در آن او ظاهراً حمایت خود را از رهبران طالبان و اسامه بن لادن و به آتش کشیدن کاخ سفید ابراز می‌کرد. با این حال، یکی از دادستان‌ها در جلسه وثیقه او گفت: «دولت به هیچ وجه پیشنهاد نمی‌کند که متهم جهادی شده یا از هواداران طالبان است.»
در ۲۹ اوت ۲۰۱۷، وکلای وینر درخواستی را به دادگاه منطقه ارائه کردند تا اظهارات وی را به مجریان قانون سرکوب کند، با این استدلال که وینر قبل از بازجویی توسط اداره تحقیقات فدرال در ۳ ژوئن، حقوق میراندا خود را خوانده نشده‌است در ۵ اکتبر ۲۰۱۷، اپس دومین درخواست وکلای مدافع خود مبنی بر تعیین وثیقه را رد کرد. در دسامبر ۲۰۱۷، مجله اینترنتی اینترسپت گزارش داد که تیم دفاعی وینر اجازه دارد تا در مورد این پرونده، از جمله جنبه‌های طبقه‌بندی شده آن، در یک مرکز اطلاعات حساس (اس سی آی اف) با او بحث کند. فرست لوک مدیا، شرکت مادر مجله اینترنتی اینترسپت، به بودجه دفاعی او کمک کرد، و۰as of September 2020 هنوز داشت قبض‌های قانونی اش را پرداخت می‌کرد.
در ۳۱ ژانویه ۲۰۱۸، دادگاه استیناف ایالات متحده برای حوزه یازدهم، حکم دادگاه پایین‌تری مبنی بر ممانعت از ارسال وثیقه وینر را تأیید کرد، و تعیین کرد که هیچ ترکیبی از شرایط به‌طور منطقی حضور او در دادگاه تضمین نمی‌کند، بنابراین اطمینان حاصل می‌کند که او تا زمان محاکمه‌اش در زندان باقی می‌ماند، که قرار بود در تاریخ ۱ اکتبر آغاز شود.
یک کمپین «با واقعیت بایستید» توسط نمایندگان شجاعت برای مقاومت، بنیاد مرزهای الکترونیکی و بنیاد آزادی مطبوعات با هدف «افزایش آگاهی عمومی» تشکیل شد تا اطمینان حاصل شود که وینر واقعیت محاکمه عادلانه ای خواهد داشت. بیلی وینر-دیویس، مادر وینر واقعیت، از مردم خواست تا به این کمپین بپیوندند.
در ۲۱ ژوئن ۲۰۱۸، وینر از دادگاه خواست تا به او اجازه دهد اعتراف خود را به مجرمیت تغییر دهد. در ۲۶ ژوئن، او به یک فقره جرم انتقال اطلاعات دفاع ملی اعتراف کرد. توافق وینر با دادستانی خواستار گذراندن پنج سال و سه ماه زندان و سه سال آزادی تحت نظارت بود. هیچ‌کس هرگز برای درز اطلاعات طبقه‌بندی شده به یک رسانه حکم طولانی تری دریافت نکرده‌است.

### محکومیت و زندان
در ۲۳ اوت ۲۰۱۸، وینر به جرم نقض اقدام جاسوسی ۱۹۱۷ به پنج سال و سه ماه زندان محکوم شد. دادستان‌ها گفتند که محکومیت او، ۶۳ ماه زندان، طولانی‌ترین محکومیتی است که تاکنون در دادگاه فدرال برای انتشار غیرمجاز اطلاعات دولتی به رسانه‌ها صادر شده‌است. وینر در هنگام صدور حکم به قاضی گفت: «اعمال من خیانت بی رحمانه ای به اعتماد ملتم به من بود.» نیویورک تایمز گزارش داد، «طبق توافق‌نامه، خانم وینر به مرکز پزشکی فدرال دفتر فدرال زندان‌ها ، مرکز پزشکی فدرالی کارس‌ول در فورت ورث، تگزاس منتقل می‌شود، جایی که او می‌تواند درمان پرخوری عصبی را دریافت کند و نسبتاً به خانواده خود نزدیک باشد.»

در ۲۴ اوت ۲۹۱۸، دونالد ترامپ، رئیس‌جمهور آمریکا در توییتی نوشت:
پیمانکار سابق آژانس امنیت ملی به دلیل اطلاعات «محرمانه» ۶۳ ماه را در زندان بگذراند. هی، این «سیب زمینی کوچک» در مقایسه با کاری است که افشای ایمیل‌های هیلاری کلینتون انجام داد! خیلی ناعادلانه جف سشنز، دو استاندارد. 
وینر از حمایت ترامپ ابراز قدردانی کرد و گفت: «من نمی‌توانم به اندازه کافی از او تشکر کنم.» تیتوس نیکولز، وکیل وینر، این توییت را «عجیب» خواند و گفت که ترامپ فقط جف را هدف گرفته‌است (دادستان کل جف سشنز). در ۳۱ اوت، وینر گفت که در نتیجه توئیت ترامپ از او عفو خواهد کرد و افزود که تیم حقوقی او از قبل روی درخواست عفو او کار می‌کرد.
در سال ۲۰۱۹، گاردین پرونده وینر را با پرونده‌های دانیل اورت هیل و هنری کایل فرس مقایسه کرد.
در ۲۴ آوریل ۲۰۲۰، یک قاضی فدرال درخواست وینر را برای تخفیف ۱۹ ماه باقی مانده از محکومیت ۶۳ ماهه خود و آزاد شدن به حبس خانگی به دلیل همه گیر شدن کووید-۱۹ رد کرد. وکیل وینر استدلال کرد که سابقه بیماری تنفسی و سیستم ایمنی بدن او به دلیل پرخوری عصبی به خطر افتاده‌است، او را به شدت در برابر این ویروس آسیب‌پذیر می‌کند. آزمایش دو زندانی قبل از انتقال وینر به مرکز پزشکی فدرالی کارس‌ول مثبت بود، جایی که، طبق توافق‌نامه اعتراف گناه او در ژوئن ۲۰۱۸، وینر برای رفع نیازهای خاص خود در خانه قرار گرفت. او بلافاصله قرنطینه شد و هرگز وارد جمعیت عمومی آنجا نشد. دولت اصرار داشت که اداره زندان‌ها «اقدامات تهاجمی را برای کاهش خطر انجام داده و اقدامات دقیقی را برای محافظت از سلامت زندانیان و کارکنان بی او پی انجام داده‌است.» قاضی متوجه شد که وینر از طریق بی او پی که به نظر او تنها اختیار دارد تا آزادی دلسوزانه او را صادر کند، راه حل‌های اداری خود را تمام نکرده‌است. آزمایش وینر برای کوید ۱۹ در ژوئیه ۲۰۲۰ مثبت شد تا ۱۳ سپتامبر ۲۰۲۰، وینر در حال بهبودی از ویروس کرونا بود، اگرچه هنوز گه گاه دچار تنگی نفس می‌شد.

### آزادی از زندان
در ۲ ژوئن ۲۰۲۱، وینر از زندان به یک مرکز انتقالی، مرکز مدیریت ورود مجدد مسکونی سن آنتونیو، تگزاس ، منتقل شد. به گفته آلیسون گرینتر آلن، وکیل وینر، او به دلیل «رفتار خوب» در حالی که در داخل بود و نه به دلیل آزادی دلسوزانه، زودتر از موعد زندان را ترک کرد. بتسی رید، سردبیر مجله اینترنتی اینترسپت، اظهار داشت: «تحقیقات انتخابی و با انگیزه سیاسی افشاگران و افشاگران تحت قانون جاسوسی - که در دوران باراک اوباما به شدت تشدید شد و در را برای سوء استفاده‌های وزارت دادگستری ترامپ باز کرد - حمله ای به متمم اول قانون اساسی است که روزی توسط تاریخ مورد قضاوت قرار خواهد گرفت.»

## در فرهنگ عامه

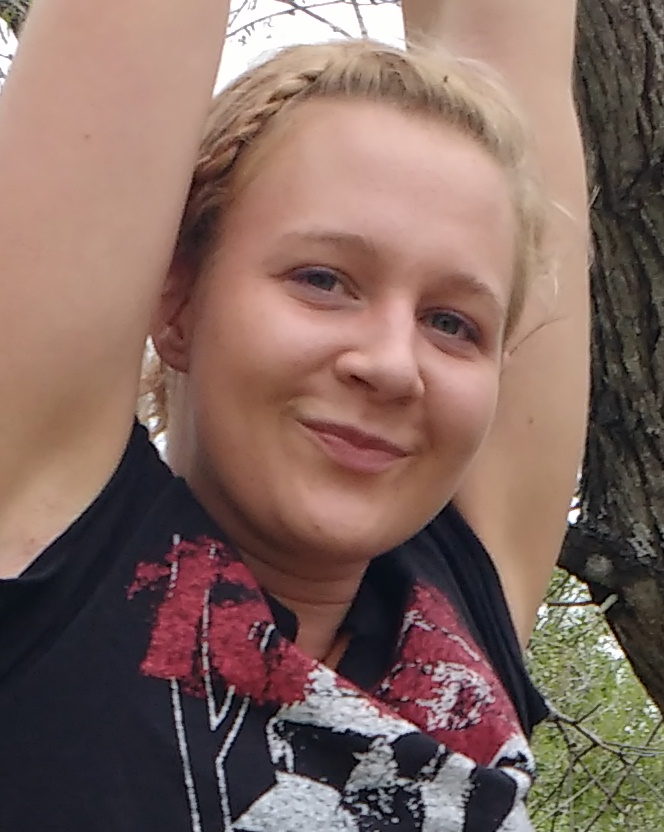
وینر در سال ۲۰۱۵

در سال ۲۰۱۹، تینا ساتر نمایشنامه Is This a Room را بر اساس متن مصاحبه وینر توسط اداره تحقیقات فدرال به صحنه برد. Is This A Room اولین نمایش هلندی خود را در جشنواره نوردرزون ۲۰۱۹ در گرونینگن در هلند انجام داد، و در اواخر همان سال در شهر نیویورک در تئاتر Vineyard نمایش داده شد. آیا این اتاق در برادوی در تئاتر لیسیوم اجرا شد، در ۱۰ اکتبر ۲۰۲۱ افتتاح شد و در ۲۷ نوامبر بسته شد وینر در طول اجرای اولیه آن در خارج از برادوی با تولید درگیر نبود و به دلیل اینکه هنوز در حبس خانگی به سر می‌برد، نتوانست تولید برادوی را ببیند، اما پس از آزادی او از زندان و تماس ویدیویی با گروه خلاق، به‌طور گسترده با گروه خلاق صحبت کرد.
گزیده‌ای از آیا این یک اتاق است در اپیزود این زندگی آمریکایی در ۱۳ مارس ۲۰۲۰ پخش شد.
یک فیلم مستند، ایالات متحده در برابر. وینر واقعیت، به کارگردانی سونیا کنبک، در جشنواره جنوب از جنوب غربی در مارس ۲۰۲۱ به نمایش درآمد
داستان او در اپیزود ۲۱ آوریل ۲۰۲۱ از مجموعه Full Frontal تی‌بی‌اس با سامانتا بی نشان داده شد. همچنین در قسمت ۵ دسامبر ۲۰۲۱ مجموعه ۶۰ دقیقه سی‌بی‌اس نمایش داده شد.
در ۲۹ مه ۲۰۲۳، اچ‌بی‌او Reality را منتشر کرد، یک اقتباس سینمایی از آیا این اتاق است، با بازی سیدنی سوینی در نقش وینر در کنار جاش همیلتون و مارچانت دیویس. تینا ساتر و جیمز پل دالاس فیلمنامه را اقتباس کردند و ساتر در اولین فیلم سینمایی خود کارگردانی کرد. این فیلم در فوریه ۲۰۲۳ در جشنواره بین‌المللی فیلم برلین به نمایش درآمد
در اکتبر ۲۰۲۲، اعلام شد که سوزانا فوگل یک فیلم کمدی سیاه و سفید زندگینامه ای دربارهٔ زندگی وینر با عنوان وینر را بر اساس فیلمنامه ای از کری هاولی کارگردانی خواهد کرد و امیلیا جونز به عنوان وینر نقش آفرینی خواهد کرد.